# 1984年中華民國總統選舉
1984年中華民國總統選舉，即中華民國第七任總統副總統選舉，選舉方式為國民大會代表（以下簡稱國大代表）參與投票的間接選舉。選舉地點在台北市陽明山中山樓，時間則為1984年3月21日。而該任副總統選舉則於隔日的3月22日舉行。選舉結果由時任總統蔣經國連任第七屆總統，時任臺灣省政府主席李登輝則當選副總統。此次是戒嚴時期最後一次、也是迄今最近一次有蔣中正家族成員參加的總統選舉，1988年1月13日，蔣經國總統在台北病逝，享壽78歲。李登輝依憲法繼任為中華民國總統，副總統一職則空缺。

## 背景
1984年，面臨中美斷交挫折的時任總統蔣經國，並不出人意料的參與第七任總統選舉。不過，在選擇副手上，在考慮象徵本省籍的副總統謝東閔年事已高，不能再連任情況下，他選擇臺灣省政府主席李登輝，擔任副總統的搭檔。本省籍的李登輝，當時不但聲望資歷上低於外省籍的時任行政院院長孫運璿，也在本省人從政菁英地位上遜於謝東閔與時任內政部部長林洋港，甚至也不及時任台灣省議會議長高育仁及前高雄市市長蘇南成等。因此蔣經國這個選擇，頗令人意外。

## 過程
3月21日早上，中華民國第七任總統選舉開始舉行。主席為國大代表團推舉出來的國大代表孔德成，參選情況為國民黨總統候選人蔣經國的同額競選。該選舉中，共有1064人參加投票。經唱票後，時任總統蔣經國以1012票的絕對多數獲得連任。另外，他所搭檔的時任台灣省主席李登輝，也於隔日的副總統選舉中（薛岳為主席）以超過半數的873票獲得當選。

## 得票情形
| 候選人 | 候選人 | 政黨 | 政黨       | 得票   | 得票   | 當選 |
| ------ | ------ | ---- | ---------- | ------ | ------ | ---- |
| 候選人 | 候選人 | 政黨 | 政黨       | 票數   | 得票率 | 當選 |
| 總統   | 蔣經國 |      | 中國國民黨 | 1,012  | 95.11% | 當選 |
| 副總統 | 李登輝 | 873  | 中國國民黨 | 82.05% |        | 當選 |

## 備註
- 1948年於中國南京集會確認的國大代表為2841名。1954年2月於台北報到的國大代表人數為1578名，到1984年為止，1064名國大代表中約有八成以上仍是由大陸選出的所謂「萬年國代」
- 1950年中華民國立法院修法，將國民大會開會人數從二分之一改成三分之一。
- 1960年3月舉行的總統選舉之後，國民大會代表與總統選舉選舉人的法定總人數改採「報到人數」，即不採計滯留在中國大陸的國大代表人數。
- 依法，即使同額競選，該總統選舉首輪投票仍需過半數方能當選，否則需要舉行第二輪。
- 1988年1月13日，蔣經國總統在台北病逝，享年78歲。李登輝依憲法繼任為中華民國總統，副總統一職則空缺，至1990年5月20日才由李元簇繼任。